# ماري منيب
ماري سليم حبيب نصر الله واسمها الفني ماري منيب (11 فبراير 1902 - 21 يناير 1969)، ممثلة كوميدية مصرية من أصول شامية.

## عن حياتها
ولدت في دمشق في عام 1905، جاءت مع أسرتها إلى مصر وسكنت في حي شبرا بمدينة القاهرة، بدأت موهبتها الفنية في سن صغيرة، كانت بدايتها كراقصة في الملاهي ثم بدأت حياتها الفنية في ثلاثينيات القرن العشرين على المسرح، انضمت إلى فرقة الريحاني عام 1937 وتوالت أعمالها في المسرح والسينما وقامت ببطولة أفلام سينمائية عدة، واشتهرت بأداء دور الحماة التي تحاول التدخل بين ابنتها وزوجها فتفسد الأشياء ثم تنسحب عن حياتهما، وظلت تعمل بالمجال الفني لخمسة وثلاثين عامًا.
بداية مشوارها الفني
بدأت مشوارها كراقصة في الملاهي، وكمغنية، وكان أول وقوف لها على خشبة المسرح وهي في عمر الرابعة عشر من عمرها، في مسرحية «القضية نمرة 14».
انطلاقتها الحقيقية في عالم الفن كانت في ثلاثينيات القرن العشرين على المسرح، بعد انضمامها إلى فرقة الريحاني عام 1937، حيث قدّمت أشهر أعمالها في المسرح والسينما التي اشتُهرت فيها بدور الحماة التي تحاول تخريب حياة أبنائها بالتدخل المفرط ثم تنسحب من حياتهما.
وصل عدد أفلامها إلى ما يقرب من 200 فيلم، ذاع صيتها فيما بعد عندما تقدمت في العمر واشتهرت بدور «الحَماة» الشريرة الظريفة، وأدت الدور في أفلام «حماتي ملاك، الحموات الفاتنات، وحماتي قنبلة ذرية».

### حياتها الأسرية
كانت أولي زيجاتها من داخل عربات أحد القطارات المتجهة إلى الشام، لتبدأ عملها في إحدى الفرق الغنائية هناك، وخلال رحلتها تعرفت على الممثل الكوميدي «فوزى منيب» وتبادل الثنائي نظرات الإعجاب ولم تمض سوى دقائق قليلة حتى تزوجا داخل القطار، وكان عمرها وقتها 14 عاما، وبعد أن علمت والدتها بهذا لأمر غضبت وعارضتها بشدة واستمرت في رفضها لهذه الزيجة، حتى أنها حاولت إجباره على تطليق ابنتها، لكنها لم تنجح في ذلك، وبذلك حملت «ماري» اسمه، وظلّت محتفظه به حتى بعد طلاقها، وأنجبت منه ولدين.
سافرت «ماري» وزوجها إلى لبنان بعد موافقة أمها، وعملا معًا هناك وجنيا أموالا كثيرة، لكنه طلقها بعد أن تزوج عليها في السر من واحدة كانت تعمل معهم في نفس الفرقة، تدعى «نرجس شوقي».
زيجتها الثانية كانت من المحامي عبد السلام فهمي زوج شقيقتها التي توفيت لتُربي أولادها، وأنجبت منه ولدين وبنتا وعاشت «ماري» مع أسرته المسلمة، حيث تأثرت بالطقوس الإسلامية، وتلاوة القرآن الذي كان يُتلى كل يوم في منزل حماتها، وكانت تشرح لها حماتها معاني السور، وحفظت بعض آيات القرآن، ثم أشهرت إسلامها في محكمة مصر الابتدائية عام 1937، وصدرت وثيقة بإشهار إسلامها لدى الشيخ محمود العربي، والشيخ أحمد الجداوي رئيس المحكمة، بأنه حضرت السيدة ماري منيب المقيمة في 6 شارع روبي شماع بشبرا، وبأنها كانت مسيحية كاثوليكية، واعتنقت الإسلام ونطقت الشهادتين، واختارت لنفسها اسم أمينة عبد السلام نسبة إلى زوجها عبد السلام فهمي عبد الرحمن أحمد، المقيم بنفس المنزل المذكور"، وعليه فإن "فهمي" كان سببًا في إسلام شقيقتها ثم إسلامها أيضًا.

## أعمالها

### في المسرح
| - خلف الحبايب. - عريس في إجازة. - سلفني حماتك. - يا مين يخلصني. | - إلا خمسة. - لو كنت حليوة. - ملكة الأغراء. - إلا .. خمسة. - تعيش وتاخد غيرها. | - الشايب لما يدلع. - الستات ميعرفوش يكدبوا. - يا ما كان في نفسي. - حماتي بوليس دولي. - أشوف أمورك أستعجب. | - لزقة إنجليزي. - الدلوعة. - ما حدش واخد منها حاجة. - 30 يوم في السجن. - الدنيا لما تضحك. | - أوعى تعكر دمك. - الستات لبعضهم. - إبليس و شركاه. - اللي يعيش يا ما يشوف. - خليني أتبحبح يوم. |

### في السينما
| - لصوص لكن ظرفاء. - خدني معاك. - العائلة الكريمة. - المراهقان. - اعترافات زوج. - حكاية جواز. - رسالة من امرأة مجهولة. - جمعية قتل الزوجات. - انسى الدنيا. - شهر عسل بصل. - شجرة العائلة. | - الناس اللي تحت. - بنات بحري. - سامحني. - أحلام البنات. - أم رتيبة. - حماتي ملاك. - هذا هو الحب. - كيلو 99. - عرايس في المزاد. - كابتن مصر. - مملكة النساء. | - تار بايت. - عفريتة إسماعيل يس. - علشان عيونك. - كدبة أبريل. - المحتال. - إوعى تفكر. - الحياة الحب. - ابن للإيجار. - المرأة كل شيء. - بيت الطاعة. - حميدو. | - الحموات الفاتنات. - بنت الهوى. - مسمار جحا. - بنت الشاطىء. - الأسطى حسن. - صورة الزفاف. - آدم وحواء. - ليلة الحنة. - مشغول بغيري. - شباك حبيبي. - عاصفة في الربيع. | - حماتي قنبلة ذرية. - خد الجميل. - أسمر وجميل. - بابا عريس. - بابا أمين. - على أد لحافك. - المجنونة. - المرأة. - جواهر. - حلاوة. - منديل الحلو. - أسير العيون. | - ابن الفلاح. - فوق السحاب. - حمامة السلام. - الصيت ولا الغنى. - المليونيرة الصغيرة. - العرسان الثلاثة. - المتشردة. - البريمو. - بنت المعلم. - أبو حلموس. - غني حرب - بياعة اليانصيب. | - الطائشة. - النفخة الكدابة. - يوم في العالي. - لعبة الست. - ملكة الجمال. - رجاء. - ليلة الحظ. - ليلى بنت الفقراء. - جمال ودلال. - الجنس اللطيف. - أول الشهر. | - ليلة الجمعة. - شهداء الغرام. - كدب في كدب. - تحيا الستات. - من الجاني. - قضية اليوم. - من فات قديمه. - أحلام الشباب. - العريس الخامس. - محطة الأنس. - عايدة. | - مصنع الزوجات. - سي عمر. - انتصار الشباب. - إلى الأبد. - العزيمة. - منيت شبابي. - مراتي نمرة 2. - الحب المورستاني. - انشوده الراديو. - ابن الشعب. |

## روابط خارجية
- ماري منيب على موقع IMDb (الإنجليزية)
- ماري منيب على موقع الدهليز
- ماري منيب على موقع قاعدة بيانات الأفلام العربية
- ماري منيب على موقع قاعدة بيانات الفيلم (الإنجليزية)